# National Conference for Community and Justice
La National Conference for Community and Justice (NCCJ) est une organisation américaine de défense des droits civiques. Elle lutte contre le racisme et le sectarisme, les parti pris politiques et promeut les droits civiques des citoyens américains, le respect des différences et l'épanouissement de tous.
Fondé sous le nom de National Conference of Christians and Jews, elle devient en 1990 la National Conference for Community and Justice, un terme générique qui reflète mieux la diversité de ses missions.
Sa vision de l'Amérique est de « faire des États-Unis un pays meilleur pour tous, pas seulement pour certains d'entre nous. »

## Histoire
La National Conference of Christians and Jews est fondée en 1927/1928 en réponse à l'anti-catholicisme exprimé durant la campagne démocrate de nomination à la présidentielle d'Al Smith. Quelques années plus tard, elle étend son rayon d'action aux questions raciales, d'égalité des classes, d'égalité des sexes et des droits civiques des citoyens.
Jane Addams, sociologue, écrivain et réformatrice sociale, notamment créatrice de l'aide sociale publique aux États-Unis et futur Prix Nobel de la paix, Charles Evans Hughes, secrétaire d'État, juge à la Cour suprême des États-Unis et candidat à la présidentielle de 1916, et Benjamin N. Cardozo, juge à New York puis à la cour suprême, en sont les principaux fondateurs. Le Tolerance Trio parcourt les États-Unis en 1933 pour promouvoir l'entente entre ethnies et religions dans un périple de 14 500 km occasionnant près de 130 rassemblements. La NCCJ est présidée et animée par un autre de ses fondateurs, le révérend Everett R. Clinchy, de 1938 à 1958. Elle est dirigée par trois co-chairmen, un protestant, un catholique et un juif.
Pendant la Seconde Guerre mondiale, la NCCJ sert de guide spirituel aux forces armées et permet de relayer le message de l'association à travers le pays, touchant plus de huit millions de personnes.
Dans les années 1950, l'association lance des programmes destinés aux jeunes dont Anytown et les Brotherhood/Sisterhood Camp. Le but est de responsabiliser les jeunes aux problématiques de vie en société. Elle fonde à Paris en 1950 un mouvement pour l'amitié entre les peuples et les religions, Fraternité mondiale ( Word brotherhood ); Everett R. Clinchy en prend la présidence en 1958.
En 1961, le président John F. Kennedy félicite la NCCJ pour son travail en faveur de l'harmonie et la vie en collectivité des différents groupes religieux. En 1977, l'association donne une série de conférences sur l'holocauste qui aboutissent à un acte du congrès américain établissant une semaine nationale de mémoire de l'holocauste (National Holocaust Remembrance Week).
En 1990, la NCCJ garde son sigle mais change de nom, devenant la National Conference for Community and Justice, un terme qui reflète mieux la globalité de ses missions.
En 1994, l'association lance une étude nationale, Taking America's Pulse (prendre le pouls des États-Unis), qui mène un an plus tard à une série de retransmissions télévisées sur les questions de race, d'ethnie et de culture à la librairie du congrès. Ces émissions ont permis aux Américains de découvrir d'autres cultures et d'étendre le dialogue entre communautés afin d'établir un climat propice à l'épanouissement de tous en société. Des personnalités telles que Joe Lieberman, Linda Chavez, Clarence Page, Charles Murra et Anna Deavere Smith participent aux débats.
Sous la présidence de Bill Clinton et à la demande de la Maison-Blanche, la NCCJ mène un travail de réconciliation entre les leaders charismatiques des différences communautés ethniques et religieuses. En 2000, une nouvelle étude est lancée, Taking America's Pulse II, toujours dans cette optique de lutte contre la discrimination.
En 2005, l'association nationale se dissout et les branches régionales, présentes dans soixante villes de vingt-deux États différents, deviennent des entités propres.